# Renia vinasalis
Renia vinasalis là một loài bướm đêm trong họ Noctuidae.